# Seznam slovenských hráčů v KHL v sezóně 2008/2009
Toto je seznam hráčů Slovenska v sezóně 2008/2009 KHL.
- Barys Astana • Branislav Mezei • Gabriel Spilar • Jozef Stümpel
- Spartak Moskva • Ivan Baranka • Branko Radivojevič • Štefan Ružička
- HK Dinamo Minsk • Matúš Kostúr • Richard Lintner
- Dinamo Riga • Marcel Hossa • Ronald Petrovický
- Severstal Čerepovec • Ladislav Nagy • Rastislav Staňa
- HK Sibir Novosibirsk • Ivan Čiernik • Rastislav Pavlikovský
- Metallurg Novokuzněck • Richard Kapuš
- CHK Neftěchimik Nižněkamsk • Tomáš Starosta
- Torpedo Nižnij Novgorod • Peter Podhradský